# 孙令衔 (化学家)
孙令衔，中国早期化学家、教育家、化学工程师，对中国精细化工颇有贡献。江苏省无锡市人。

## 生平简历
1932年，孙令衔毕业于东吴大学化学系。在东吴大学求学期间，孙令衔是与费孝通（中国著名社会学家）、徐献瑜（数学家）、杨季康（即杨绛，著名翻译家、文学家，钱锺书之妻）、沈乃璋（心理学家）、朱雯（翻译家）的同校同学。1934年，孙令衔毕业于燕京大学化学系，获得理学硕士学位。
孙令衔硕士毕业后留学美国。1937年，孙令衔获得美国康奈尔大学哲学博士学位。孙令衔学成回国，曾为上海女妇大学教授。后来执教于其母校东吴大学，先后担任化学系教授、化工系主任。
1949年中华人民共和国成立后，孙令衔回母校燕京大学任教，担任燕京大学化工系主任。1952年，全国高校院系调整，燕京大学解散，院系并入北京大学等高校。孙令衔担任天津大学教授，天津大学图书馆馆长。

## 著作
- 《中间体化学及工艺学》（主编）